# Iñaki Ábalos
Iñaki Ábalos   (Sant Sebastià, 9 de juliol de 1956) és un arquitecte espanyol. Es va titular a l'Escola Superior d'Arquitectura de Madrid, on va ser professor durant 4 anys. És catedràtic d'arquitectura a GSD Harvard University i de projectes arquitectònics a ETSAM-UPC. Ha estat professor visitant a diverses universitats com a la de Columbia (Nova York, 1995) i a la Universitat de Cornell (Ithaca, 2007-2008). El seu treball s'ha publicat en nombrosos articles, revistes o monografies, com Àrees de Impunitat, Reciclatge de Madrid Ábalos & Ferrers, Gran Tour del 2005 publicada pel CAAM i la fundació ICO. És, també, membre del Comitè Científic del Congrés CIBARQ organitzat per CENER (Espanya) des del 2005 i membre de la Junta de Directors de l'Institut d'Arquitectura de Barcelona (2008-2012). Actualment dirigeix el Departament d'Arquitectura de la Universitat Harvard i participa en la Biennal de Venècia com a comissari del Pavelló d'Espanya.